# Maksym (Vasiljević)
Maksym, nazwisko świeckie Vasiljević (ur. 27 czerwca 1968 w Fočy) – serbski biskup prawosławny.

## Życiorys
Jest synem kapłana prawosławnego. 18 sierpnia 1996 w monasterze Tvrdoš w Trebinju złożył wieczyste śluby zakonne. Następnie przez trzy lata służył w Grecji, co wiązało się z podjętymi przez niego studiami teologicznymi w Atenach. Uzyskał tam tytuł doktora nauk teologicznych, ukończył również szkołę malarstwa i muzyki w stylu bizantyjskim. W maju 2004 został nominowany do przyjęcia chirotonii biskupiej. Miała ona miejsce w lipcu tego samego roku w Sarajewie, z udziałem patriarchy serbskiego Pawła; duchowny uzyskał tytuł biskupa zachodnioamerykańskiego. W 2004 rozpoczął również studia podyplomowe na Sorbonie w zakresie teologii i historii bizantyńskiej. Równocześnie jest profesorem Akademii Sztuk Pięknych w Paryżu, na wydziale malarstwa, oraz na Uniwersytecie Belgradzkim, na wydziale teologii. Włada językami greckim, rosyjskim, angielskim i francuskim.